# Microsphecodes truncaticaudus
Microsphecodes truncaticaudus är en biart som beskrevs av Michener 1979. Microsphecodes truncaticaudus ingår i släktet Microsphecodes och familjen vägbin. Inga underarter finns listade i Catalogue of Life.